# Grasei
Als Grasei bezeichnet man ein Hühnerei oder Entenei, bei dem der Eidotter grünlich oder grünlichbraun verfärbt ist. Graseier entstehen vor allem im Frühjahr bei einseitiger Fütterung, beispielsweise mit Kreuzblütlern wie Acker-Hellerkraut und Gewöhnlichem Hirtentäschel oder mit Maikäfern. Sie spielen daher in der konventionellen Geflügelhaltung keine Rolle, sondern treten am ehesten in der einzelbäuerlichen Haltung auf. Graseier haben einen scharfen Geschmack.